# Hans Dekkers
Hans Dekkers, nacido el 8 de agosto de 1981 en Eindhoven, es un ciclistas holandés.

## Biografía
Hans Dekkers debutó en 2002 con el equipo Rabobank Continental Team antes de unirse al primer equipo en 2004 donde estuvo hasta el 2005. Al año siguiente se unió al equipo francés Agritubel por dos temporadas. En 2008 defendió los colores del equipo Mitsubishi-Jartazi. Buen sprinter se impuso sobre todo en carreras del circuito continental.

## Palmarés
2002
- 2 etapas del Tour de Mainfranken
- 1 etapa del Triptyque des Monts et Châteaux
- 1 etapa del Tour de Bretaña
- 1 etapa del Tour de Olympia

2003
- 3 etapas del Tour de Olympia
- 2 etapas del Tour de Normandía
- 1 etapa del Triptyque des Monts et Châteaux

2005
- Memorial Philippe Van Coningsloo
- 3 etapas del Tour de Normandía
- 2 etapas del Tour de Loir-et-Cher
- 2 etapas del Tour de Olympia
- 1 etapa del Gran Premio CTT Correios de Portugal

2006
- 1 etapa del Tour del Porvenir

2007
- 1 etapa de los Tres Días de Flandes Occidental

2008
- Premio Nacional de Clausura

2009
- 1 etapa del International Cycling Classic